# Theodor Dombrowski
Theodor Dombrowski (geboren 1925 in Mülheim an der Ruhr; gestorben am 15. August 2014) war ein deutscher Philosoph und Autor.
Nach dem Studium der Elektrotechnik, der Volkswirtschaft und der Philosophie sowie der Promotion zum Dr. rer. pol. führte der Berufsweg des Autors in die Industrie, an das Statistische Landesamt Baden-Württemberg und in das Innenministerium von Baden-Württemberg. Sein besonderes Interesse galt der Wiederentdeckung verborgenen Wissens. 
Von Mitte der 1970er bis Anfang der 1980er Jahre schrieb er unter den Pseudonymen Jack Read, Marcos Mongo, Arno Skinner und Boris Cormac eine Reihe von Horrorromanen, die in verschiedenen Heftromanserien erschienen.

## Bibliografie

### Sachliteratur
- Das statistische Grundgesetz. Versuch einer erkenntnistheoretischen Untersuchung. Physica-Verlag, Würzburg u. a. 1965.
- Bewußtseinsevolution. Illusion oder Wirklichkeit. Gespräche mit Demokrit, Cheops, Platon, Böhme, Darwin, Goethe, Nietzsche, Sri Aurobindo u. a. (= Knaur 86084 Esoterik). Droemer Knaur, München 1995, ISBN 3-426-86089-9.
- Die Kraft der Wünsche. Wie Ideen, Vorstellungen und Gedanken Wirklichkeit werden (= Bastei-Lübbe-Taschenbuch. Bd. 70114). Bastei-Verlag Lübbe, Bergisch Gladbach 1997, ISBN 3-404-70114-3.
- Charisma. Das Geheimnis der persönlichen Ausstrahlung (= Bastei-Lübbe-Taschenbuch. Bd. 70180). Bastei-Verlag Lübbe, Bergisch Gladbach 2001, ISBN 3-404-70180-1.

### Horror-Heftromane
Damona King (als Boris Cormac)
- 26 Die Mönche des schwarzen Kreises
- 28 Die Saat der Dämonen
- 36 Der Planet der Dämonen (1/3)
- 37 In der Gewalt der Orolonen (2/3)
- 38 Die Krone der Götter (3/3)

Geister-Krimi (als Arno Skinner)
- 025 Das Schloß der versklavten Seelen (1/2)
- 068 Die roten Augen im Mordkristall (2/2)
- 100 Killer aus dem Totenreich
- 115 Ganoven, Geister, Carrigen
- 146 Der Dämon aus der Vergangenheit
- 225 Satansweib Lorna
- 239 Kommandosache: Dämonischer Staub
- 243 In den Armen eines Dämons
- 254 Ron Chantry und die drei schwarzen Magier
- 283 Jimmy Gordons magische Reise

Silber Grusel-Krimi (als Marcos Mongo)
- 107 Grusel-Party für Touristen
- 110 Würger ohne Hände
- 115 Spuk im Alpenschloß
- 145 Klinik des Grauens
- 154 Sie kamen aus dem Geisterreich
- 157 Die Amokläufer-Droge
- 169 Horror auf der Toteninsel
- 177 Die Bösen von Liersen
- 181 Des Teufels schwarze Armee
- 186 Porträt des Grauens
- 203 Teuflische Wiedergeburt
- 207 Mensch aus der Retorte
- 217 Horrorferien
- 233 Das Rätsel der alten Gruft
- 246 Luzifers Zepter
- 249 Legion der lebenden Toten
- 254 Befehl in Hypnose
- 331 Der Schwarze vom Friedhof

Vampir-Horror-Roman (als Jack Read)
- 143 Die Macht der Vampire
- 237 Der Dämon aus der Ewigkeit
- 240 Satans Weib
- 244 Der Moloch von New York
- 257 Die Stadt der toten Seelen
- 264 Der magische Skarabäus
- 292 Die dämonische Falle
- 304 Das Dämonensyndikat
- 326 Die Dämonenprinzessin
- 330 Die magische Reise
- 342 Die dämonische Neben-Erde
- 351 Der Dämon aus dem Atom
- 356 Elixiere des Satans
- 365 Die Bestien aus dem Zeitgrab
- 368 Die dämonische Konstellation
- 391 Das dämonische Serum
- 401 Die Wächter greifen ein
- 407 Ein Dämon erwacht
- 410 Das Heer der Untoten
- 424 Der Superdämon